# Bikira
Bikira (12. srpna 1995, Amsterdam – 9. dubna 2021, Praha) byla samice gorily nížinné.

## Život
Bikira se narodila v amsterdamské zoo. Její matka se o ní ale nedokázala postarat, proto byla převezena do „gorilí školky“ v německém Stuttgartu, kde strávila následující tři roky. V roce 1998 byla převezena do Belfastu. V roce 2010 byla přemístěna do pražské zoo, aby mohla mít vlastní mládě.
V roce 2011 se jí narodilo první mládě, samec Tano. Bikira ale Tana nepřijala, a proto musel být převezen do Stuttgartu. Od roku 2015 žije Tano v mnichovském Tierpark Hellabrunn.
Na začátku roku 2021 se nakazila nemocí covid-19.
Dne 9. dubna 2021 podlehla Bikira masivnímu vnitřnímu krvácení způsobenému následkem poranění nevyjasněného původu. 